# Jiangsu Classic 2008
De Jiangsu Classic 2008 was de eerste editie van dit invitatie snooker toernooi. Het toernooi werd gewonnen door Ding Junhui, die voor eigen publiek Mark Selby met 6-5 versloeg.
De poulefase bestond uit acht top-16 spelers en vier Chinese wildcard spelers.

## Prijzengeld
Winnaar £20.000

Finalist £9.000

Laatste 4 £4.000

3e in groep £2.000

4e in groep £1.000

Fee voor de professionals £2.500

Hoogste Break £1,000
Totaal £64.000

## Poule A
| POS | Player         | MP | MW | FW | FL | FD | PTS |
| --- | -------------- | -- | -- | -- | -- | -- | --- |
| 1   | Joe Perry      | 5  | 5  | 10 | 2  | +8 | 5   |
| 2   | Ryan Day       | 5  | 4  | 8  | 4  | +4 | 4   |
| 3   | Jin Long       | 5  | 2  | 6  | 6  | 0  | 2   |
| 4   | Shaun Murphy   | 5  | 2  | 5  | 7  | -2 | 2   |
| 5   | Liang Wenbo    | 5  | 1  | 4  | 8  | -4 | 1   |
| 6   | Neil Robertson | 5  | 1  | 3  | 9  | -6 | 1   |

### Uitslagen
breaks ≥50 tussen (haakjes)
breaks ≥100 worden (vet) aangeduid.
- Shaun Murphy 2-0 Jin Long (80) 137-0, (65) 107-0
- Neil Robertson 0-2 Liang Wenbo 54-59, 3-115 (89)
- Ryan Day 0-2 Joe Perry 43-65, 9-63 (62)
- Shaun Murphy 2-1 Liang Wenbo 72-52, 1-85 (76), 69-18
- Ryan Day 2-1 Neil Robertson 73-50, 30-68 (64), (59) 68-23
- Shaun Murphy 1-2 Neil Robertson 7-81, 72-(52), 37-71
- Joe Perry 2-1 Jin Long 72-23, 40-72, 77-40
- Ryan Day 2-1 Jin Long 0-(86), (100)-0, (73) 77-0
- Joe Perry 2-1 Liang Wenbo 40-76, 61-44, (77) 83-1
- Ryan Day 2-0 Liang Wenbo (91) 92-28, (89)-20
- Shaun Murphy 0-2 Joe Perry 44-64, ?-?
- Neil Robertson 0-2 Jin Long 26-59 (59), 8-92
- Liang Wenbo 0-2 Jin Long 40-80, 0-91 (62)
- Neil Robertson 0-2 Joe Perry 6-94, 43-92 (81)
- Shaun Murphy 0-2 Ryan Day 7-98 (62), 58-70

## Poule B
| POS | Player      | MP | MW | FW | FL | FD | PTS |
| --- | ----------- | -- | -- | -- | -- | -- | --- |
| 1   | Ding Junhui | 5  | 5  | 10 | 2  | +8 | 5   |
| 2   | Mark Selby  | 5  | 3  | 7  | 6  | +1 | 3   |
| 3   | Peter Ebdon | 5  | 2  | 7  | 8  | -1 | 2   |
| 4   | Liu Chuang  | 5  | 2  | 5  | 7  | -2 | 2   |
| 5   | Ali Carter  | 5  | 2  | 5  | 8  | -3 | 2   |
| 6   | Li Hang     | 5  | 1  | 5  | 8  | -3 | 1   |

### Uitslagen
breaks ≥50 tussen (haakjes)
breaks ≥100 worden (vet) aangeduid.
- Mark Selby 2-1 Li Hang 57-7, 2-66 (64), (100) 119-4
- Peter Ebdon 1-2 Liu Chuang (66) 79-25, (53)-55, 35-59
- Ali Carter 0-2  Ding Junhui 15-109 (108), 2-64
- Mark Selby 2-0 Liu Chuang (102) 111-0, (86)-33
- Ali Carter 2-1 Peter Ebdon (68) 69-0, 0-102 (93), 68-35
- Ding Junhui 2-1 Li Hang (72)-0, 31-70 (54), 85-44
- Mark Selby 1-2 Peter Ebdon 71-43, 16-(100), 20-82 (68)
- Ali Carter 0-2 Li Hang 0-79 (75), 4-50
- Ding Junhui 2-0 Liu Chuang (77) 78-11, 61-54
- Ali Carter 2-1 Liu Chuang 68-52, 23-72, 62-55
- Mark Selby 0-2 Ding Junhui 10-(110), 30-69
- Peter Ebdon 2-1 Li Hang (60) 84-8, 35-73, 66-17
- Liu Chuang 2-0 Li Hang 68-8, 65-18
- Peter Ebdon 1-2 Ding Junhui 2-76, (59) 77-0, 66-68
- Mark Selby 2-1 Ali Carter (62) 67-24, 0-124 (52,72), (72)-1

## Eindronde
|  | halve finale | halve finale |  |             | finale       | finale   |
|  |              |              |  |             |              |          |
|  | 6-6-2008     |              |  |             |              |          |
|  | J. Perry ENG | 1            |  |             |              |          |
|  | M. Selby ENG | 4            |  |             | 8-6-2008     | 8-6-2008 |
|  |              |              |  |             | M. Selby ENG | 5        |
|  | 6-6-2008     | 6-6-2008     |  | Ding J. CHN | 6            |          |
|  | Ding J. CHN  | 4            |  |             |              |          |
|  | R. Day WAL   | 0            |  |             |              |          |

## Century breaks
- 110, 108, 108 Ding Junhui
- 102, 100 Mark Selby
- 100 Ryan Day
- 100 Peter Ebdon